# Leucoma purissima
Leucoma purissima är en fjärilsart som beskrevs av Erich Martin Hering 1926. Leucoma purissima ingår i släktet Leucoma och familjen tofsspinnare. Inga underarter finns listade i Catalogue of Life.